# سوء الامتصاص
سوء الامتصاص هي حالة ناشئة عن خلل في امتصاص المواد الغذائية عبر الجهاز الهضمي. يمكن أن يكون الضعف من أحد المواد الغذائية أو مجموعة منها اعتمادا على الشذوذ. وهذا قد يؤدي إلى سوء التغذية ومجموعة متنوعة من أمراض فقر الدم.
عادة ما يهضم الجهاز الهضمي البشري العناصر الغذائية ويمتصها بكفاءة ملحوظة. النظام الغذائي الغربي النموذجي الذي يتناوله شخص بالغ في يوم واحد يتضمن ما يقرب من 100 جرام من الدهون، و400 جرام من الكربوهيدرات، و100 جرام من البروتين، و2 لتر من السوائل، والصوديوم، والبوتاسيوم، والكلوريد، والكالسيوم، والفيتامينات، وعناصر أخرى. تضيف إفرازات اللعاب والمعدة والأمعاء والكبد والبنكرياس 7-8 لترات إضافية من السوائل المحتوية على البروتين والدهون والكهارل إلى محتويات الأمعاء. يتم تقليل هذا الحمل الهائل عن طريق الأمعاء الدقيقة والغليظة إلى أقل من 200 غرام من البراز الذي يحتوي على أقل من 8 غرام من الدهون، و1-2 غرام من النيتروجين، وأقل من 20 ملي مول لكل من Na + ،K + ،Cl- ،HCO3- أو Ca2 + أو Mg2 +. إذا كان هناك ضعف في أي من الخطوات العديدة المتضمنة في العملية المعقدة لهضم المغذيات وامتصاصها، فقد ينتج عن ذلك سوء امتصاص معوي.
وتقسم المعايير المسببة كالآتي

## التصنيفات
البعض يفضل أن يصنف سوء الامتصاص سريريا في ثلاث فئات أساسية هي:
- انتقائي، كما رأينا في سوء امتصاص اللاكتوز؛
- جزئي، و
- مجموعي كما هو الحال في مرض الداء البطني.

## الفيزيولوجيا المرضية
يمكن أن يكون سوء الامتصاص في الأمعاء راجعا إلى:
- ضرر الأغشية المخاطية (الأمعاء)
- نقص خلقي أو مكتسب في السطح الماص
- عيوب الحلمهة محددة
- عيوب نقل الأيون
- قصور المعثكلة (البنكرياس)
- ضعف الدوران المعوي الكبدي

## الأسباب

### الأسباب الرئيسية للإصابة بسوء امتصاص العناصر الغذائية وتقسم إلى:-
1-الاسباب المتعلقة بنمط الحياة والعادات الصحية والبيئية :-
- سوء الامتصاص المرتبط بالأيدز
- السل المعوي
- الطفيليات على سبيل المثال، العوساء (دودة شريط السمك) (سوء امتصاص فيتامين بي12)، داء الجيارديات، الدودة الشصية (أنسيلوستوما، أسطوانية برازية)
- إسهال المسافرين
- ذرب مداري
- مرض ويبل
- اعتماد نظام غذائي غير صحي لفترة طويلة ؛ كتناول الأطعمة الغنية بالدهون المشبعة والضارة مثل، الوجبات السريعة
- استخدام دواء مثبط مضخة البروتون (وهو علاج لحرقة المعدة ) قد يسبب براز دهني وسوء امتصاص العناصر الغذائية حيث يسبب بتقليل انتاج أحماض المعدة المسؤولة عن عملية هضم الطعام مما يسبب ضعف  في الهضم وامتصاص المواد الغذائية وبالتالي حدوث نقصان في الانزيمات الهاضمة وفقدان وزن حاد بشكل تدريجي
- دواء كارامازيبين  من الأدوية المضادة للصرع التي يمكن أن تندرج تحت هذه الخانة التي تسبب أيضا مرض سوء الامتصاص للعناصر الغذائية
- الأدوية التي تزيد من تكوين البويضات في الرحم
- أدوية الطلق الصناعي
- الحمل بعد فترة الانجاب بفترة سريعة سبب للإصابة بسوء الامتصاص للعناصر الغذائية
- ادوية تأخير الدورة الشهرية
- أدوية الضغط
- العلاج الشعاعي
- الاستمناء بفرط
- التدخين
- الكحول والمشروبات الروحية والغازية
- الصرع
- المخدرات طويلة الأمد
- استنشاق لمواد سامة ، مثل غاز ثاني أكسيد التيتانيوم الصلب والبلاستيك والزئبق
- فسيولوجية الأمراض الروحية؛ وتصنف الاكثر تعقيدا بسبب غموض العثور على سبب جسدي وتصنف الأمراض كالآتي:- الحسد ،السحر ،المس الشيطاني ،وفي حال كانوا هم السبب سنواجه مشكلة في العلاج الطبي إذ لا يفيد اطلاقا إذ أن المشكلة لا تتعلق بمرض جسدي إنما على أساس الجسم الاثيري اي (الروح البشرية ) والمفترض علاج السبب المؤدي عند اي من المختصين بهذا المجال كإخراج النظرة ، وإبطال السحر ، وإخراج المس الشيطاني
- فسيولوجية الأمراض النفسية والاجتماعية والعقلية :- والتوتر النفسي المزمن والقلق والاكتئاب والوسواس القهري والرهاب الاجتماعي كلها تزيد من الضغط على الجهاز الهضمي مما يسبب عجز وضعف في القدرة على الهضم بسبب سرعة عمليات الايض عند المريض بهذه الاضطرابات النفسية مما يسبب بالتالي سوء الامتصاص ،والعلاج يكون عند اخصائي نفسي لتقييم الحالة ووصف العلاج أما بالأدوية أو بالجلسات النفسية وإذا كانت الحالة معقدة فيكون بالصدمات الكهربائية
- الاسباب المرضية التي سببها مرض عضوي في الإصابة بسوء الامتصاص للعناصر الغذائية:-
- التهاب البنكرياس الحاد
- التهاب البنكرياس المزمن
- سرطان البنكرياس
- الكبد الدهني الكحولي -مرض ناتج عن فرط شرب الكحول
- تلف الكبد
- فيروس سي
- تشمع الكبد بسبب الخمر
- انسداد القناة الصفراوية
- حصى المرارة
- الداء الزلاقي
- مرض الاضطرابات الهضمية
- حساسية القمح -السيلياك
- وجود تشوهات في الأمعاء
- القولون العصبي
- التليف الكيسي
- نقص انزيمات الهضم البنكرياسية
- داء الارتجاع المريئي
- التوتر
- الضغط النفسي والعصبي
- سرطان الكبد
- سرطان المعدة
- تمزق الطحال وتضخمه
- الفشل الكلوي
- سرطان القولون والمستقيم
- التهاب الكبد والمرارة
- مرض السكري النوع الثاني يسبب براز دهني
- نقص الفيتامينات والمعادن خاصة فيتامينk وD
- نقص الكالسيوم
- أورام المرارة
- انسداد الامعاء

### أسباب العيوب الهيكلية[5]
- متلازمة العروة العمياء
- الناسور، الرتج، والتضييق
- حالات الارتشاق مثل الداء النشواني، سرطان الغدد الليمفاوية، التهاب المعدة والأمعاء الحمضي
- أمراض التهاب الأمعاء، كما هو الحال في مرض كرون
- التهاب الأمعاء الإشعاعي
- متلازمة الأمعاء القصيرة
- التصلب الجهازي وأمراض الأوعية الدموية الكولاجينية

### أسباب التغيرات الهيكلية الجراحية
- جراحة السمنة (جراحة إنقاص الوزن)
- استئصال المعدة؛ بضع الوريد

### أسباب الشذوذ المخاطي
- الداء البطني
- عدم تحمل حليب الأبقار
- سوء امتصاص الفركتوز
- عدم تحمل حليب الصويا

### أسباب نقص الإنزيم
- نقص اللاكتاز الذي يسبب عدم تحمل اللاكتوز (أساسي أو ثانوي أو نادرا ما يكون خلقيا)
- نقص ديساكريداز الأمعاء
- نقص معوي الببتيداز
- عدم تحمل السكروز

### أسباب فشل الهضم
- فرط النمو البكتيري في الأمعاء الدقيقة
- اليرقان الانسدادي
- سوء امتصاص الحمض الصفراوي
- التهاب البنكرياس المزمن
- تليف كيسي
- مرض اللفائفي النهائي مثل مرض كرون
- متلازمة زولينجر أليسون

### أسبابالأمراض الجهازيةالأخرى التي تؤثر على الجهاز الهضمي
- فقد البروتين الشحمي بيتا من الدم
- مرض أديسون
- متلازمة كارسينويد
- الداء البطني
- عوز المناعة المتغير الشائع (CVID)
- نقص الألياف
- فقر الدم الخبيث (نقص العامل الجوهري، سوء امتصاص فيتامين بي12)
- قصور الغدة الدرقية وفرط نشاط الغدة الدرقية
- داء السكري
- فرط جارات الدرقية وقصور جارات الدرقية
- سوء التغذية

### أسباب أخرى محتملة
- استخدام مثبط مضخة البروتون بشكل مزمن

## الأعراض التي تظهر عند الإصابة بسوء الامتصاص للعناصر الغذائية

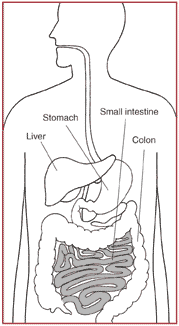
الأمعاء الدقيقة: الموقع الرئيس للامتصاص

يمكن أن تظهر الأعراض بعدة طرق وقد تعطي الميزات دليلًا على الحالة الأساسية. يمكن أن تكون الأعراض معوية أو خارج الأمعاء - يسود الأول في سوء الامتصاص الشديد.
- الإسهال، غالبًا الإسهال الدهني، هو السمة الأكثر شيوعًا. يعتبر البراز المائي والنهاري والليلي الضخم والمتكرر السمة السريرية لسوء الامتصاص الصريح. وهو ناتج عن ضعف امتصاص الماء والكربوهيدرات والكهارل أو التهيج من الأحماض الدهنية غير الممتصة. هذا الأخير يؤدي أيضًا إلى الانتفاخ وعدم الراحة في البطن. عادة ما يشير ألم التشنج إلى وجود جزء معوي معرق، على سبيل المثال: في داء كرون، خاصة إذا استمر بعد التغوط.[6]
- يمكن أن يكون فقدان الوزن كبيرًا على الرغم من زيادة تناول العناصر الغذائية عن طريق الفم.[7]
- تأخر النمو، فشل الإزدهار، تأخر البلوغ عند الأطفال.
- تورم أو وذمة من فقدان البروتين.
- فقر الدم، عادة ينتج عن نقص فيتامين بي12، حمض الفوليك، والحديد تظهر على شكل شعور بالتعب والضعف الدائم، الاول من بينهم، قد يؤدي الى اعراض نفسية عصبية مثل احاسيس غير طبيعية، صعوبة المشي، وانخفاض القدرات الذهنية.[8]
- يؤدي نقص فيتامين د ، ومنه نقص الكالسيوم إلى تشنج العضلات. كما يؤدي نقصهما إلى تلين وهشاشة العظام.[9]
- نزيف الدم (نقص فيتامين ك وأوجه القصور الأخرى في عامل التخثر).
  - براز دهني ذات عصارة دهنية وزيتية
  - فقدان كبير جدا في الوزن
  - زيادة استهلاك العناصر الغذائية لن يفيد في تحسين الصحة للجسم وذلك بسبب أن الجسم به فشل في الهضم والامتصاص وبالتالي لو استهلك كميات كبيرة من الطعام لن يفيده أبدا
  - ازرقاق شديد تحت العين
  - احمرار شديد في بياض العين
  - علامات سوء التغذية تظهر مثل تدني المناعة وشحوب الوجه ونقص الفيتامينات
  - افكار عقلية غريبة  وكلام هلوسي  بسبب تدني الصحة العقلية بسبب نقص إمدادات الدماغ للعناصر الغذائية
  - تأخر النمو، فشل الإزدهار، تأخر البلوغ عند الأطفال.
  - سرعة ترسيب الدم
  - الام في الظهر
  - انخفاض القدرات الذهنية وأحاسيس غير مألوفة ورغبة في القتل والسلوك الإجرامي
  - نقص كبير في فيتامين د والكالسيوم مما يسبب خطورة في صحة العظام مثل الهشاشة وتقوس الظهر والساقين
  - تكرار الإصابة بالزكام والسعال بسبب تدني المناعة
  - الام في البطن خاصة جهة اليسرى العلوى من البطن بسبب سوء الهضم
  - فقر الدم، عادة ينتج عن نقص فيتامين بي12، حمض الفوليك، والحديد تظهر على شكل شعور بالتعب والضعف الدائم، الاول من بينهم، قد يؤدي الى اعراض نفسية عصبية مثل احاسيس غير طبيعية، صعوبة المشي، وانخفاض القدرات الذهنية.[10]
  - يؤدي نقص فيتامين د ، ومنه نقص الكالسيوم إلى تشنج العضلات. كما يؤدي نقصهما إلى تلين وهشاشة العظام.[11]
  - نزيف الدم (نقص فيتامين ك وأوجه القصور الأخرى في عامل التخثر).

## التشخيص

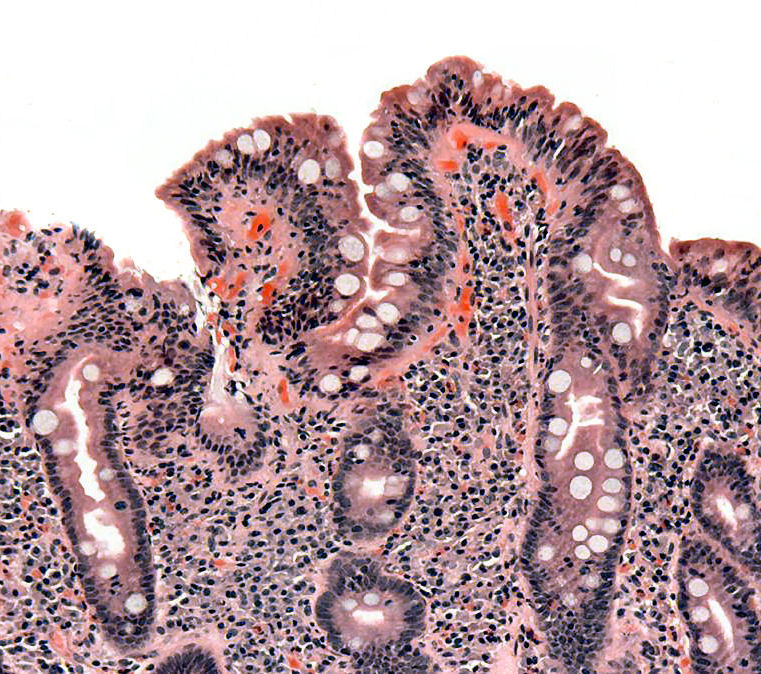
خزعة من الأمعاء الدقيقة تظهر الداء البطني عن طريق الزغابة، فرط التنسج والخلية المفية.

لا يوجد اختبار واحد محدد لسوء الامتصاص. أما بالنسبة لمعظم الحالات الطبية، فإن التحقيق يسترشد بالأعراض والعلامات. يمكن أن تؤدي مجموعة من الحالات المختلفة إلى سوء الامتصاص ومن الضروري البحث عن كل منها على وجه التحديد. تمت الدعوة إلى العديد من الاختبارات، وبعضها، مثل اختبارات وظيفة البنكرياس معقدة، وتختلف بين المراكز ولم يتم اعتمادها على نطاق واسع. ومع ذلك، أصبحت الاختبارات الأفضل متاحة مع سهولة أكبر في الاستخدام وحساسية أفضل وخصوصية للظروف المسببة. هناك حاجة أيضا إلى اختبارات للكشف عن الآثار الجهازية لنقص العناصر الغذائية غير الممتصة (مثل فقر الدم مع سوء امتصاص فيتامين بي12).
قد تكون هنالك حاجة لعديد من الأختبارات لمعرفة السبب الرئيسي.

## التحكم بالمرض
يتم توجيه العلاج إلى حد كبير نحو إدارة الأسباب الكامنة ورائه:
- قد يكون استبدال المواد الغذائية، الكهرل والسوائل ضروريا.
- تكميل أنزيمات المعثكلة شفويا في حالة القصور.
- تعديل النظام الغذائي مهم في بعض الحالات:
  - اتباع نظام غذائي خال من الغلوتين في مرض الداء البطني.
  - تجنب اللاكتوز في حالة عدم تحمل اللاكتوز.
- استعمل المضادات الحيوية لعلاج فرط نمو البكتيريا في الأمعاء الدقيقة.
- الكوليسترامين أو غيرها من منحيات حامض الصفراء تساعد في الحد من الاسهال في سوء حامض الصفراء.

## وصلات خارجية
- Practice guideline from World Gastroenterology Organisation [1]
- Tests for malabsorption; from British Society for Gastroenterology (2003)[2]

قالب:أمراض الجهاز الهضمي
1. ↑  "Malabsorption". مؤرشف من الأصل في 2014-01-01.
2. ↑   https://web.archive.org/web/20160303211835/http://www.bsg.org.uk/pdf_word_docs/cd_body.pdf. مؤرشف من الأصل (PDF) في 2016-03-03. {{استشهاد ويب}}: الوسيط |title= غير موجود أو فارغ (مساعدة)